# Lucas-Folge

Unter der Lucas-Folge versteht man zwei unterschiedliche Dinge:
- Einerseits die Folge der Lucas-Zahlen

2, 1, 3, 4, 7, 11, 18, 29, 47, 76, 123, 199, 322, 521, 843, 1364, 2207, 3571, 5778, 9349, 15127, … (Folge A000032 in OEIS)
bei der jedes Folgenglied (ab dem dritten) die Summe der beiden vorhergehenden ist.
- Andererseits die beiden allgemeinen Lucas-Folgen {\displaystyle U_{n}(P,Q)} und {\displaystyle V_{n}(P,Q)}, die abhängig von den Parametern {\displaystyle P} und {\displaystyle Q} als diejenigen Folgen definiert sind, die

{\displaystyle U_{0}=0,\quad U_{1}=1} bzw. {\displaystyle V_{0}=2,\quad V_{1}=P}
erfüllen und den Rekursionsformeln
{\displaystyle U_{n}=PU_{n-1}-QU_{n-2}\,} bzw. {\displaystyle V_{n}=PV_{n-1}-QV_{n-2}\,}
für {\displaystyle n>1} genügen.
Die Lucas-Folgen sind nach dem französischen Mathematiker Édouard Lucas benannt, der sich als erster mit ihnen beschäftigt hat.

## Beispiele
- Sei {\displaystyle P=1} und {\displaystyle Q=-1}. Dann ist {\displaystyle U_{n}(P,Q)=U_{n}(1,-1)} die folgende Folge:

{\displaystyle U_{0}=0,U_{1}=1,}
{\displaystyle U_{2}=PU_{1}-QU_{0}=1\cdot 1-(-1)\cdot 0=1,}
{\displaystyle U_{3}=PU_{2}-QU_{1}=1\cdot 1-(-1)\cdot 1=2,}
{\displaystyle U_{4}=PU_{3}-QU_{2}=1\cdot 2-(-1)\cdot 1=3,}
{\displaystyle U_{5}=PU_{4}-QU_{3}=1\cdot 3-(-1)\cdot 2=5,\ldots }
Kurz geschrieben erhält man die Fibonacci-Folge:
0, 1, 1, 2, 3, 5, 8, 13, 21, 34, 55, 89, 144, 233, 377, 610, 987, 1597, 2584, 4181, 6765, 10946, 17711, 28657, 46368, 75025, … (Folge  A000045 in OEIS)
- Sei {\displaystyle P=1} und {\displaystyle Q=-1}. Dann ist {\displaystyle V_{n}(P,Q)=V_{n}(1,-1)} die folgende Folge:

{\displaystyle V_{0}=2,V_{1}=P=1,}
{\displaystyle V_{2}=PV_{1}-QV_{0}=1\cdot 1-(-1)\cdot 2=3,}
{\displaystyle V_{3}=PV_{2}-QV_{1}=1\cdot 3-(-1)\cdot 1=4,}
{\displaystyle V_{4}=PV_{3}-QV_{2}=1\cdot 4-(-1)\cdot 3=7,}
{\displaystyle V_{5}=PV_{4}-QV_{3}=1\cdot 7-(-1)\cdot 4=11,\ldots }
Kurz geschrieben erhält man eine Folge, die man ebenfalls kurz spezielle Lucas-Folge (oder noch einfacher nur Lucas-Folge) nennt, nämlich:
2, 1, 3, 4, 7, 11, 18, 29, 47, 76, 123, 199, 322, 521, 843, 1364, 2207, 3571, 5778, 9349, 15127, 24476, 39603, 64079, 103682, … (Folge A000032 in OEIS)
Die einzelnen Zahlen dieser Folge nennt man Lucas-Zahlen, auf die weiter unten näher eingegangen wird.
- In einer Tabelle zusammengefasst erhält man für gewisse Startwerte für {\displaystyle P} und {\displaystyle Q} die Tabelle im Abschnitt Spezialfälle.

## Explizite Formeln

### Vorbereitung
Zur Bestimmung der Folgenglieder der allgemeinen Lucas-Folge muss vorbereitend die zugeordnete quadratische Gleichung gelöst werden.
Für die expliziten Formeln werden die beiden Lösungen {\displaystyle a} und {\displaystyle b} der quadratischen Gleichung {\displaystyle x^{2}-Px+Q=0\ } benötigt. Es sind dies
{\displaystyle a={\frac {P}{2}}+{\sqrt {{\frac {P^{2}}{4}}-Q}}={\frac {P+{\sqrt {P^{2}-4Q}}}{2}}}
und
{\displaystyle b={\frac {P}{2}}-{\sqrt {{\frac {P^{2}}{4}}-Q}}={\frac {P-{\sqrt {P^{2}-4Q}}}{2}}}
Ist {\displaystyle P^{2}-4Q<0}, so ist eine der beiden komplexen Wurzeln zu wählen. Welche der beiden Zahlen {\displaystyle a} und welche {\displaystyle b} genannt wird, ist hierbei nicht von Belang.
Die Parameter {\displaystyle P} und {\displaystyle Q} und die Werte {\displaystyle a} und {\displaystyle b} sind voneinander abhängig, es gilt umgekehrt
{\displaystyle P=a+b,\quad Q=a\cdot b.} (Satz von Vieta)
Die Formeln für {\displaystyle a} und {\displaystyle b} lassen sich in Bezug auf die Potenzen verallgemeinern. Und zwar gilt:
{\displaystyle a^{n}={\frac {V_{n}+U_{n}{\sqrt {P^{2}-4Q}}}{2}}\,}
{\displaystyle b^{n}={\frac {V_{n}-U_{n}{\sqrt {P^{2}-4Q}}}{2}}\,}

### Die allgemeinen Lucas-Folgen
Falls {\displaystyle P^{2}-4Q\neq 0} gilt, oder äquivalent dazu: falls die Zahlen {\displaystyle a} und {\displaystyle b} verschieden sind, so berechnet sich das Glied der allgemeinen Lucas-Folge {\displaystyle U_{n}(P,Q)\ } nach folgender Formel:
{\displaystyle U_{n}(P,Q)={\frac {a^{n}-b^{n}}{a-b}}}
für alle {\displaystyle n\geq 0}. Im Spezialfall {\displaystyle P^{2}-4Q=0} gilt stattdessen
{\displaystyle U_{n}(P,Q)=na^{n-1}=n\left({\frac {P}{2}}\right)^{n-1}.}
Das Glied der allgemeinen Lucas-Folge {\displaystyle V_{n}(P,Q)\ } berechnet sich nach folgender Formel:
{\displaystyle V_{n}(P,Q)=a^{n}+b^{n}\ }
für alle {\displaystyle n\geq 0}

## Beziehungen zwischen den Folgegliedern
Eine Auswahl der Beziehungen zwischen den Folgengliedern ist:
- {\displaystyle U_{2n}=U_{n}\cdot V_{n}\ }
- {\displaystyle V_{n}=U_{n+1}-QU_{n-1}\ }
- {\displaystyle V_{2n}=V_{n}^{2}-2Q^{n}\ }
- {\displaystyle \operatorname {ggT} (U_{m},U_{n})=U_{\operatorname {ggT} (m,n)}}, falls {\displaystyle \operatorname {ggT} (P,Q)=1}
- {\displaystyle m\mid n\implies U_{m}\mid U_{n}}; für alle {\displaystyle U_{m}\neq 1}

## Spezialfälle
Es folgen ein paar Spezialfälle, die zu Folgen führen, die in der Mathematik eine wichtige Rolle spielen und deswegen sogar eigene Namen haben:
| {\displaystyle P}   | {\displaystyle Q}  | {\displaystyle a}                                | {\displaystyle b}                                | {\displaystyle U(P,Q)}                                                                             | {\displaystyle V(P,Q)} |
| ------------------- | ------------------ | ------------------------------------------------ | ------------------------------------------------ | -------------------------------------------------------------------------------------------------- | --- |
| {\displaystyle 1}   | {\displaystyle -1} | {\displaystyle {\frac {1+{\sqrt {5}}}{2}}}       | {\displaystyle {\frac {1-{\sqrt {5}}}{2}}}       | {\displaystyle 0,1,1,2,3,5,8,13,21,34,\ldots } (Folge A000045 in OEIS) (Fibonacci-Folge)           | {\displaystyle 2,1,3,4,7,11,18,29,47,76,\ldots } (Folge A000032 in OEIS) ((spezielle) Lucas-Folge)                                                   |
| {\displaystyle 1}   | {\displaystyle -2} | {\displaystyle 2}                                | {\displaystyle -1}                               | {\displaystyle 0,1,1,3,5,11,21,43,85,171,\ldots } (Folge A001045 in OEIS) (Jacobsthal-Folge)       | {\displaystyle 2,1,5,7,17,31,65,127,257,511,\ldots } (Folge A014551 in OEIS) (Jacobsthal-Lucas-Folge)                                                |
| {\displaystyle 2}   | {\displaystyle -1} | {\displaystyle 1+{\sqrt {2}}}                    | {\displaystyle 1-{\sqrt {2}}}                    | {\displaystyle 0,1,2,5,12,29,70,169,408,985,\ldots } (Folge A000129 in OEIS) (Pell-Folge)          | {\displaystyle 2,2,6,14,34,82,198,478,1154,2786,\ldots } (Folge A002203 in OEIS) (Companion Pell-Folge, Pell-Lucas-Folge)                            |
| {\displaystyle 3}   | {\displaystyle 2}  | {\displaystyle 2}                                | {\displaystyle 1}                                | {\displaystyle 0,1,3,7,15,31,63,127,255,511,\ldots } (Folge A000225 in OEIS) (Mersenne-Zahl-Folge) | {\displaystyle 2,3,5,9,17,33,65,129,257,513,\ldots } (Folge A000051 in OEIS) (Zahlen der Form {\displaystyle 2^{n}+1} (enthalten die Fermat-Zahlen)) |
| {\displaystyle A}   | {\displaystyle -1} | {\displaystyle {\frac {A+{\sqrt {A^{2}+4}}}{2}}} | {\displaystyle {\frac {A-{\sqrt {A^{2}+4}}}{2}}} | Fibonacci-Polynome                                                                                 | Lucas-Polynome |
| {\displaystyle 2A}  | {\displaystyle 1}  | {\displaystyle A+{\sqrt {A^{2}-1}}}              | {\displaystyle A-{\sqrt {A^{2}-1}}}              | Tschebyschow-Polynome zweiter Art                                                                  | Tschebyschow-Polynome erster Art, mit {\displaystyle 2} multipliziert                                                                                |
| {\displaystyle A+1} | {\displaystyle A}  | {\displaystyle A}                                | {\displaystyle 1}                                | {\displaystyle a_{i}=1+a_{i-1}\cdot A} mit {\displaystyle a_{0}=0} Repunits zur Basis A            | {\displaystyle (A^{n}+1)} -Folge |

Es gibt aber auch viele weitere Spezialfälle, die zu Folgen führen, die einen OEIS-Eintrag haben und somit in der Mathematik ebenfalls eine gewisse Rolle spielen. Es folgen ein paar Beispiele:
| {\displaystyle P} | {\displaystyle Q}   | {\displaystyle a} | {\displaystyle b}  | {\displaystyle U(P,Q)}                                                                          | {\displaystyle V(P,Q)}                                                                              |
| ----------------- | ------------------- | ----------------- | ------------------ | ----------------------------------------------------------------------------------------------- | --------------------------------------------------------------------------------------------------- |
| {\displaystyle 1} | {\displaystyle 1}   |                   |                    | {\displaystyle 0,1,1,0,-1,-1,0,1,1,0,\ldots } (Folge A128834 in OEIS)                           | {\displaystyle 2,1,-1,-2,-1,1,2,1,-1,-2,\ldots } (Folge A087204 in OEIS)                            |
| {\displaystyle 1} | {\displaystyle 2}   |                   |                    | {\displaystyle 0,1,1,-1,-3,-1,5,7,-3,-17,\ldots } (Folge A107920 in OEIS)                       | {\displaystyle 2,1,-3,-5,1,11,9,-13,-31,-5,\ldots } (Folge A002249 in OEIS)                         |
| {\displaystyle 2} | {\displaystyle 1}   | {\displaystyle 1} | {\displaystyle 1}  | {\displaystyle 0,1,2,3,4,5,6,7,8,9,\ldots } (Folge A001477 in OEIS)                             | {\displaystyle 2,2,2,2,2,2,2,2,2,2,\ldots } (Folge A007395 in OEIS)                                 |
| {\displaystyle 2} | {\displaystyle 2}   |                   |                    | {\displaystyle 0,1,2,2,0,-4,-8,-8,0,16,\ldots } (Folge A009545 in OEIS)                         | {\displaystyle 2,2,0,-4,-8,-8,0,16,32,32,\ldots } (Folge A009545 in OEIS)                           |
| {\displaystyle 2} | {\displaystyle 3}   |                   |                    | {\displaystyle 0,1,2,1,-4,-11,-10,13,56,73,\ldots } (Folge A088137 in OEIS)                     | {\displaystyle 2,2,-2,-10,-14,2,46,86,34,-190,\ldots }                                              |
| {\displaystyle 2} | {\displaystyle 4}   |                   |                    | {\displaystyle 0,1,2,0,-8,-16,0,64,128,0,\ldots } (Folge A088138 in OEIS)                       | {\displaystyle 2,2,-4,-16,-16,32,128,128,-256,-1024,\ldots }                                        |
| {\displaystyle 2} | {\displaystyle 5}   |                   |                    | {\displaystyle 0,1,2,-1,-12,-19,22,139,168,-359,\ldots } (Folge A045873 in OEIS)                | {\displaystyle 2,2,-6,-22,-14,82,234,58,-1054,-2398,\ldots }                                        |
| {\displaystyle 3} | {\displaystyle -10} | {\displaystyle 5} | {\displaystyle -2} | {\displaystyle 0,1,3,19,87,451,2223,11179,55767,279091,\ldots } (Folge A015528 in OEIS)         | {\displaystyle 2,3,29,117,641,3093,15689,77997,390881,1952613,\ldots }                              |
| {\displaystyle 3} | {\displaystyle -5}  |                   |                    | {\displaystyle 0,1,3,14,57,241,1008,4229,17727,74326,\ldots } (Folge A015523 in OEIS)           | {\displaystyle 2,3,19,72,311,1293,5434,22767,95471,400248,\ldots } (Folge A072263 in OEIS)          |
| {\displaystyle 3} | {\displaystyle -4}  | {\displaystyle 4} | {\displaystyle -1} | {\displaystyle 0,1,3,13,51,205,819,3277,13107,52429,\ldots } (Folge A015521 in OEIS)            | {\displaystyle 2,3,17,63,257,1023,4097,16383,65537,262143,\ldots } (Folge A201455 in OEIS)          |
| {\displaystyle 3} | {\displaystyle -3}  |                   |                    | {\displaystyle 0,1,3,12,45,171,648,2457,9315,35316,\ldots } (Folge A030195 in OEIS)             | {\displaystyle 2,3,15,54,207,783,2970,11259,42687,161838,\ldots } (Folge A172012 in OEIS)           |
| {\displaystyle 3} | {\displaystyle -2}  |                   |                    | {\displaystyle 0,1,3,11,39,139,495,1763,6279,22363,\ldots } (Folge A007482 in OEIS)             | {\displaystyle 2,3,13,45,161,573,2041,7269,25889,92205,\ldots } (Folge A206776 in OEIS)             |
| {\displaystyle 3} | {\displaystyle -1}  |                   |                    | {\displaystyle 0,1,3,10,33,109,360,1189,3927,12970,\ldots } (Folge A006190 in OEIS)             | {\displaystyle 2,3,11,36,119,393,1298,4287,14159,46764,\ldots } (Folge A006497 in OEIS)             |
| {\displaystyle 3} | {\displaystyle 1}   |                   |                    | {\displaystyle 0,1,3,8,21,55,144,377,987,2584,\ldots } (Folge A001906 in OEIS)                  | {\displaystyle 2,3,7,18,47,123,322,843,2207,5778,\ldots } (Folge A005248 in OEIS)                   |
| {\displaystyle 3} | {\displaystyle 5}   |                   |                    | {\displaystyle 0,1,3,4,-3,-29,-72,-71,147,796,\ldots } (Folge A0190959 in OEIS)                 | {\displaystyle 2,3,-1,-18,-49,-57,74,507,1151,918,\ldots }                                          |
| {\displaystyle 4} | {\displaystyle -5}  | {\displaystyle 5} | {\displaystyle -1} | {\displaystyle 0,1,4,21,104,521,2604,13021,65104,325521,\ldots } (Folge A015531 in OEIS)        | {\displaystyle 2,4,26,124,626,3124,15626,78124,390626,1953124,\ldots } (Folge A087404 in OEIS)      |
| {\displaystyle 4} | {\displaystyle -3}  |                   |                    | {\displaystyle 0,1,4,19,88,409,1900,8827,41008,190513,\ldots } (Folge A015530 in OEIS)          | {\displaystyle 2,4,22,100,466,2164,10054,46708,216994,1008100,\ldots } (Folge A080042 in OEIS)      |
| {\displaystyle 4} | {\displaystyle -2}  |                   |                    | {\displaystyle 0,1,4,18,80,356,1584,7048,31360,139536,\ldots } (Folge A090017 in OEIS)          | {\displaystyle 2,4,20,88,392,1744,7760,34528,153632,683584,\ldots }                                 |
| {\displaystyle 4} | {\displaystyle -1}  |                   |                    | {\displaystyle 0,1,4,17,72,305,1292,5473,23184,98209,\ldots } (Folge A001076 in OEIS)           | {\displaystyle 2,4,18,76,322,1364,5778,24476,103682,439204,\ldots } (Folge A014448 in OEIS)         |
| {\displaystyle 4} | {\displaystyle 1}   |                   |                    | {\displaystyle 0,1,4,15,56,209,780,2911,10864,40545,\ldots } (Folge A001353 in OEIS)            | {\displaystyle 2,4,14,52,194,724,2702,10084,37634,140452,\ldots } (Folge A003500 in OEIS)           |
| {\displaystyle 4} | {\displaystyle 2}   |                   |                    | {\displaystyle 0,1,4,14,48,164,560,1912,6528,22288,\ldots } (Folge A007070 in OEIS)             | {\displaystyle 2,4,12,40,136,464,1584,5408,18464,63040,\ldots } (Folge A056236 in OEIS)             |
| {\displaystyle 4} | {\displaystyle 3}   | {\displaystyle 3} | {\displaystyle 1}  | {\displaystyle 0,1,4,13,40,121,364,1093,3280,9841,\ldots } (Folge A003462 in OEIS)              | {\displaystyle 2,4,10,28,82,244,730,2188,6562,19684,\ldots } (Folge A034472 in OEIS)                |
| {\displaystyle 4} | {\displaystyle 4}   | {\displaystyle 2} | {\displaystyle 2}  | {\displaystyle 0,1,4,12,32,80,192,448,1024,2304,\ldots } (Folge A001787 in OEIS)                | {\displaystyle 2,4,8,16,32,64,128,256,512,1024,\ldots } (Folge A000079 in OEIS)                     |
| {\displaystyle 5} | {\displaystyle -6}  | {\displaystyle 6} | {\displaystyle -1} | {\displaystyle 0,1,5,31,185,1111,6665,39991,239945,1439671,\ldots } (Folge A015540 in OEIS)     | {\displaystyle 2,5,37,215,1297,7775,46657,279935,1679617,10077695,\ldots } (Folge A0274074 in OEIS) |
| {\displaystyle 5} | {\displaystyle -3}  |                   |                    | {\displaystyle 0,1,5,28,155,859,4760,26377,146165,809956,\ldots } (Folge A015536 in OEIS)       | {\displaystyle 2,5,31,170,943,5225,28954,160445,889087,4926770,\ldots }                             |
| {\displaystyle 5} | {\displaystyle -2}  |                   |                    | {\displaystyle 0,1,5,27,145,779,4185,22483,120785,648891,\ldots } (Folge A015535 in OEIS)       | {\displaystyle 2,5,29,155,833,4475,24041,129155,693857,3727595,\ldots }                             |
| {\displaystyle 5} | {\displaystyle -1}  |                   |                    | {\displaystyle 0,1,5,26,135,701,3640,18901,98145,509626,\ldots } (Folge A052918 in OEIS)        | {\displaystyle 2,5,27,140,727,3775,19602,101785,528527,2744420,\ldots } (Folge A087130 in OEIS)     |
| {\displaystyle 5} | {\displaystyle 1}   |                   |                    | {\displaystyle 0,1,5,24,115,551,2640,12649,60605,290376,\ldots } (Folge A004254 in OEIS)        | {\displaystyle 2,5,23,110,527,2525,12098,57965,277727,1330670,\ldots } (Folge A003501 in OEIS)      |
| {\displaystyle 5} | {\displaystyle 4}   | {\displaystyle 4} | {\displaystyle 1}  | {\displaystyle 0,1,5,21,85,341,1365,5461,21845,87381,\ldots } (Folge A002450 in OEIS)           | {\displaystyle 2,5,17,65,257,1025,4097,16385,65537,262145,\ldots } (Folge A052539 in OEIS)          |
| {\displaystyle 8} | {\displaystyle -9}  | {\displaystyle 9} | {\displaystyle -1} | {\displaystyle 0,1,8,73,656,5905,53144,478297,4304672,38742049,\ldots } (Folge A015577 in OEIS) | {\displaystyle 2,8,82,728,6562,59048,531442,4782968,43046722,387420488,\ldots }                     |

## Die allgemeinen Lucas-FolgenU(P,Q),V(P,Q)und die Primzahlen
Die allgemeinen Lucas-Folgen {\displaystyle U(P,Q)\,} und {\displaystyle V(P,Q)\,} haben für ganzzahlige Parameter {\displaystyle P} und {\displaystyle Q} eine spezielle Eigenschaft hinsichtlich der Teilbarkeit durch Primzahlen. Diese Eigenschaft wurde für Verfahren zur Bestimmung der Primalität einer Zahl angewandt (siehe auch Lucas-Lehmer-Test).

### Die Folgen U(P,Q)
Für  alle Lucas-Folgen {\displaystyle U_{n}(P,Q)={\frac {a^{n}-b^{n}}{a-b}}} gilt:
Ist p eine Primzahl, so ist {\displaystyle U_{p}(P,Q)-\left({\frac {D}{p}}\right)} durch p teilbar.
Dabei ist {\displaystyle \left({\frac {D}{p}}\right)} das Legendre-Symbol.
Es existieren auch zusammengesetzte Zahlen, die diese Bedingung erfüllen. Diese Zahlen nennt man Lucas-Pseudoprimzahlen.

### Die Folgen V(P,Q)
Für alle Lucas-Folgen {\displaystyle V_{n}(P,Q)=a^{n}+b^{n}\ } gilt:
Ist p eine Primzahl, so ist {\displaystyle V_{p}(P,Q)-P\ } durch {\displaystyle p} teilbar.
Eine zusammengesetzte Zahl, die diese Bedingung (im Fall von {\displaystyle P>0} und {\displaystyle Q=\pm 1}) erfüllt, heißt Fibonacci-Pseudoprimzahl.
Besonders interessant ist die Teilbarkeitsbedingung für die Folge {\displaystyle V_{n}(3,2)=a^{n}+b^{n}=2^{n}+1\ }. Für diese Folge gilt nämlich:
Wenn {\displaystyle n} eine Primzahl ist, dann gilt: {\displaystyle n} teilt {\displaystyle 2^{n}+1-3=2^{n}-2\ }.
Dies ist eine spezielle Form des kleinen Fermatschen Satz.
Analog zu {\displaystyle a^{p}\equiv a\mod p} gilt hier {\displaystyle V_{p}(a+1,a)\equiv V_{1}(a+1,a)\mod p}.

## Die spezielle Lucas-Folge
Die allgemein als Lucas-Folge bekannte Folge {\displaystyle L_{n}} der Lucas-Zahlen 2, 1, 3, 4, 7, 11, 18, 29, … lässt sich außer durch die Rekursion {\displaystyle L_{n}=L_{n-1}+L_{n-2}} mit den Anfangswerten {\displaystyle L_{0}=2} und {\displaystyle L_{1}=1} auch wie folgt erzeugen:
1. Wie im allgemeinen Fall für die Folgen {\displaystyle V_{n}} erwähnt, über die Formel von Binet (nach Jacques Philippe Marie Binet):
{\displaystyle L_{n}=\left({\frac {1+{\sqrt {5}}}{2}}\right)^{n}+\left({\frac {1-{\sqrt {5}}}{2}}\right)^{n}}, da {\displaystyle a={\frac {1+{\sqrt {5}}}{2}}} und {\displaystyle b={\frac {1-{\sqrt {5}}}{2}}} gilt. a ist übrigens die goldene Zahl {\displaystyle \Phi }.
2. Eine andere rekursive Formel (mit Gaußklammer):
{\displaystyle L_{n+1}=\left\lfloor {\frac {L_{n}(1+{\sqrt {5}})+1}{2}}\right\rfloor }
3. Als Summe zweier Glieder der Fibonacci-Folge:
{\displaystyle L_{n}=f_{n-1}+f_{n+1}\ } .

Nach 1) lässt sich alternativ auch {\displaystyle L_{n}=\Phi ^{n}+(1-\Phi )^{n}} schreiben. Da für {\displaystyle n>1} der Betrag von {\displaystyle (1-\Phi )^{n}} stets kleiner 0,5 ist, ergibt sich die Eigenschaft, dass die {\displaystyle n}-te ({\displaystyle n>1}) Lucaszahl dem gerundeten Wert der Golden Zahl zur Potenz {\displaystyle n} entspricht: {\displaystyle L_{n}=\left\lfloor {\Phi ^{n}+{\frac {1}{2}}}\right\rfloor }.

### Reziproke Reihe
Der Grenzwert der absolut konvergierenden reziproken Reihe spezieller Lucas-Zahlen
- {\displaystyle \sum _{n=0}^{\infty }{\frac {1}{L_{2^{n}}}}}

ist irrational.

### Lucas-Primzahlen
Eine Lucas-Primzahl ist eine Lucas-Zahl, die prim ist. Die kleinsten Lucas-Primzahlen lauten:
2, 3, 7, 11, 29, 47, 199, 521, 2207, 3571, 9349, 3010349, 54018521, 370248451, 6643838879, 119218851371, 5600748293801, 688846502588399, 32361122672259149, 412670427844921037470771, … (Folge A005479 in OEIS)
Für diese Lucas-Primzahlen ist der Index {\displaystyle n} von {\displaystyle L_{n}} der folgende:
0, 2, 4, 5, 7, 8, 11, 13, 16, 17, 19, 31, 37, 41, 47, 53, 61, 71, 79, 113, 313, 353, 503, 613, 617, 863, 1097, 1361, 4787, 4793, 5851, 7741, 8467, 10691, 12251, 13963, 14449, 19469, 35449, 36779, 44507, 51169, 56003, 81671, 89849, 94823, 140057, 148091, 159521, 183089, 193201, 202667, 344293, 387433, 443609, 532277, 574219, 616787, 631181, 637751, 651821, 692147, 901657, 1051849, … (Folge A001606 in OEIS)
Beispiel:
Es ist {\displaystyle L_{6}=18} und {\displaystyle L_{5}=11}. Somit ist {\displaystyle L_{7}=L_{6}+L_{5}=18+11=29\in \mathbb {P} } eine Primzahl. Tatsächlich taucht der Index {\displaystyle n=7} in obiger Liste an der 5. Stelle auf, weil er zur fünftkleinsten Lucas-Primzahl {\displaystyle L_{7}=29} führt.
Es gelten folgende zwei Eigenschaften für Lucas-Primzahlen:
- Wenn {\displaystyle L_{n}} eine Primzahl ist, dann ist der Index {\displaystyle n} entweder gleich {\displaystyle 0} oder eine selbst Primzahl oder eine Zweierpotenz.[4]
- {\displaystyle L_{2^{m}}} ist eine Primzahl für {\displaystyle m\in \{1,2,3,4\}}. Für keine anderen bekannten Werte von {\displaystyle m} erhält man weitere Primzahlen.

Es wird vermutet, dass es unendlich viele Lucas-Primzahlen gibt.

## Zusammenhang zur Artinschen Konstante
Die Artinsche Konstante, benannt nach Emil Artin, ist definiert durch
{\displaystyle C_{\mathrm {Artin} }=\prod _{p\ {\text{Primzahl}}}\left(1-{\frac {1}{p(p-1)}}\right)=\left(1-{\frac {1}{2\cdot 1}}\right)\left(1-{\frac {1}{3\cdot 2}}\right)\left(1-{\frac {1}{5\cdot 4}}\right)\cdots =0{,}3739558136\ldots .}
Dabei bezeichnet {\displaystyle \textstyle \prod } das Produktsymbol, wobei sich das Produkt über alle Primzahlen erstreckt. Die Konstante {\displaystyle C_{\mathrm {Artin} }} taucht in einer tiefen Vermutung von Artin über die asymptotische Dichte von Primzahlen, die Primitivwurzeln zu einer gegebenen Zahl sind, auf. Eine Primitivwurzel zu einer Primzahl {\displaystyle p} ist eine ganze Zahl, deren Potenzen, bis auf Vielfache von {\displaystyle p}, alle Zahlen zwischen {\displaystyle 1\leq n\leq p-1} erzeugen können. Zum Beispiel ist {\displaystyle 3} eine Primitivwurzel bezüglich {\displaystyle p=5}, denn die ersten echten Potenzen der {\displaystyle 3} sind {\displaystyle 3,9,27,81} und bis auf Vielfache von {\displaystyle 5} entspricht dies den Zahlen {\displaystyle 3,4,2,1}. Die Artinsche Vermutung besagt, grob gesprochen, dass zu festem {\displaystyle a} die Menge der Primzahlen, so dass {\displaystyle a} eine Primitivwurzel zu {\displaystyle p} ist, die asymptotische Dichte {\displaystyle C_{\mathrm {Artin} }} innerhalb aller Primzahlen hat. Also haben ca. 37 % der Primzahlen diese Eigenschaft, unabhängig von {\displaystyle a}. Jedoch muss {\displaystyle a} dafür bestimmte Voraussetzungen erfüllen.
Bezeichnet {\displaystyle L_{n}} die {\displaystyle n}-te Lucas-Zahl, so gilt die Formel
{\displaystyle C_{\mathrm {Artin} }=\prod _{n=2}^{\infty }\zeta (n)^{-{\frac {1}{n}}\sum _{k|n}L_{k}\mu \left({\frac {n}{k}}\right)}={\frac {1}{\zeta (2)\zeta (3)\zeta (4)\zeta (5)^{2}\zeta (6)^{2}\zeta (7)^{4}\zeta (8)^{5}\zeta (9)^{8}\cdots }}.}
Dabei bedeutet {\displaystyle k|n} in der Summe, dass {\displaystyle k>0} die Zahl {\displaystyle n} teilt, und es ist {\displaystyle \mu } die Möbiusfunktion sowie {\displaystyle \zeta } die Riemannsche Zeta-Funktion.